# Léopold Trasbot
Laurent Léopold Trasbot dit Léopold Trasbot, né le 8 mai 1838 à Lamotte-Beuvron et décédé le 17 juillet 1904 à Saint-Maurice est un médecin vétérinaire français.
Diplômé de l'École vétérinaire d'Alfort, il en devient directeur de 1891 à 1899.

## Prix Trasbot
Par testament, Léopold Trasbot lègue à la Société centrale de médecine vétérinaire les sommes nécessaires à la fondation d'un prix décerné tous les deux ans à un travail inédit sur la pathologie ou la police sanitaire des animaux.
- 1908 : Carougeau
- 1914 : Germain, Chrétien et Raymond Tuberculose aviaire, Charmoy, Ostéo-arthrite déformante du carpe chez le chien et son traitement par les névrectomies et Fontaine et Mespoulet, Tableau synoptique des maladies des animaux de troupe[4].
- 1920 : Henri Velu, Un chapitre de pathologie exotique, les piroplasmes et les piroplasmoses[5].
- 1922 : Rennes, Introduction à l'étude des maladies infectieuses, Henri Velu et Barotte, Éléments pratiques de pathologie vétérinaire exotique, Amiot, Le traitement chirurgical du mal de garrot et Texier, Des occlusions du tube digestif en vétérinaire[6].
- 1924 : Leblois, Contribution à l'étude des maladies cutanées du chien et du chat[7].
- 1926 : Gabriel Marotel, Une nouvelle maladie du dindon, la monostomidose cutanée, Paul Cozette, Contribution à l'étude de l'ataxie locomotrice du cheval[8].
- 1928 : Capitaine Lemétayer, La cysticercose bovine et le taeniasis humain en Syrie, et Docteur Stroumza, Traitement de l'acné démodécique par les ultra-violets[9].
- 1930 : J. Rabatel, La lutte contre la peste bovine au Dahomey[10].
- 1932 : Commandant Fleuret, De la sympathectomie périartérielle en médecine vétérinaire[11].
- 1934 :
- 1936 : Parlier, Étude comparée du mal de mer, et Dubois, Étude comparative des urticaires chez l'Homme et chez les animaux domestiques[12].
- 1938 : Commandant Colin, Traitement des plaies d'été et contribution à l'étude de la Dourine, et Demon, Le point de vue immunologique du problème de la cataracte[13].
- 1940 : André Lecomte, De l'acétonémie des vaches laitières, place qu'elle pourrait occuper dans une classification des affections vitulaires[14].
- 1942 : Dubois, Météorisme et entérocentèse chez le cheval[15].
- 1972 : Alain Provost
- 1980 : Jean Blancou